# AFC Challenge Cup 2014
AFC Challenge Cup 2014 là một giải bóng đá giữa các quốc gia yếu của châu Á lần thứ 5 và là lần cuối cùng do Liên đoàn bóng đá châu Á (AFC) tổ chức, diễn ra ở Maldives từ ngày 19 đến 30 tháng 5 năm 2014. Palestine giành chức vô địch đầu tiên của giải và giành quyền tham dự Cúp bóng đá châu Á 2015.

## Vòng loại
Các đội dưới đây giành quyền tham dự giải:
| Đội tuyển    | Tư cách qua vòng loại               | Ngày vượt qua vòng loại | Các lần tham dự      |
| ------------ | ----------------------------------- | ----------------------- | -------------------- |
| Maldives     | Chủ nhà                             | 28 tháng 12 năm 2012    | 1 (2012)             |
| Afghanistan  | Nhất bảng C                         | 6 tháng 3 năm 2013      | 2 (2006, 2008)       |
| Myanmar      | Nhất bảng A                         | 6 tháng 3 năm 2013      | 2 (2008, 2010)       |
| Palestine    | Nhất bảng D                         | 6 tháng 3 năm 2013      | 2 (2006, 2012)       |
| Lào          | Đội nhì bảng có thành tích tốt nhất | 21 tháng 3 năm 2013     | 0 (lần đầu)          |
| Kyrgyzstan   | Nhất bảng B                         | 21 tháng 3 năm 2013     | 2 (2006, 2010)       |
| Philippines  | Nhất bảng E                         | 26 tháng 3 năm 2013     | 2 (2006, 2012)       |
| Turkmenistan | Đội nhì bảng có thành tích tốt nhất | 26 tháng 3 năm 2013     | 3 (2008, 2010, 2012) |

==

## Phân loại hạt giống
| Nhóm 1                            | Nhóm 2                  | Nhóm 3                   | Nhóm 4        |
| --------------------------------- | ----------------------- | ------------------------ | ------------- |
| Maldives (chủ nhà) · Turkmenistan | Philippines · Palestine | Kyrgyzstan · Afghanistan | Lào · Myanmar |

## Vòng chung kết

### Vòng bảng
Giờ thi đấu tính theo giờ địa phương (UTC+5)
|  | Đội giành quyền vào vòng trong. |

#### Bảng A
| Đội        | Tr | T | H | B | BT | BB | HS | Đ |
| ---------- | -- | - | - | - | -- | -- | -- | - |
| Palestine  | 3  | 2 | 1 | 0 | 3  | 0  | +3 | 7 |
| Maldives   | 3  | 1 | 1 | 1 | 4  | 3  | +1 | 4 |
| Kyrgyzstan | 3  | 1 | 0 | 2 | 1  | 3  | −2 | 3 |
| Myanmar    | 3  | 1 | 0 | 2 | 3  | 5  | −2 | 3 |

| Palestine      | 1–0      | Kyrgyzstan |
| -------------- | -------- | ---------- |
| Abuhabib 90+6' | Chi tiết |            |

| Maldives                 | 2–3      | Myanmar                                       |
| ------------------------ | -------- | --------------------------------------------- |
| Umair 55' · Ashfaq 90+6' | Chi tiết | Kyaw Ko Ko 39', 90+5' · Nyein Chan Aung 45+1' |

| Myanmar | 0–2      | Palestine                   |
| ------- | -------- | --------------------------- |
|         | Chi tiết | Abuhabib 45+4' · Nu'man 50' |

| Kyrgyzstan | 0–2      | Maldives        |
| ---------- | -------- | --------------- |
|            | Chi tiết | Ashfaq 61', 71' |

| Maldives | 0–0      | Palestine |
| -------- | -------- | --------- |
|          | Chi tiết |           |

| Kyrgyzstan   | 1–0      | Myanmar |
| ------------ | -------- | ------- |
| Verevkin 18' | Chi tiết |         |

#### Bảng B
| Đội          | Tr | T | H | B | BT | BB | HS | Đ |
| ------------ | -- | - | - | - | -- | -- | -- | - |
| Philippines  | 3  | 2 | 1 | 0 | 4  | 0  | +4 | 7 |
| Afghanistan  | 3  | 1 | 2 | 0 | 3  | 1  | +2 | 5 |
| Turkmenistan | 3  | 1 | 0 | 2 | 6  | 6  | 0  | 3 |
| Lào          | 3  | 0 | 1 | 2 | 1  | 7  | −6 | 1 |

| Turkmenistan                                                                          | 5–1      | Lào            |
| ------------------------------------------------------------------------------------- | -------- | -------------- |
| Baýramow 42' · Durdyýew 50' (ph.đ.), 85' · Keodouangdeth 55' (l.n.) · Hojaahmedow 87' | Chi tiết | Sayavutthi 34' |

| Philippines | 0–0      | Afghanistan |
| ----------- | -------- | ----------- |
|             | Chi tiết |             |

| Lào | 0–2      | Philippines             |
| --- | -------- | ----------------------- |
|     | Chi tiết | Rota 41' · Reichelt 63' |

| Afghanistan                              | 3–1      | Turkmenistan |
| ---------------------------------------- | -------- | ------------ |
| Amiri 45+1' · Hatifi 61' · Shayesteh 86' | Chi tiết | Muhadow 64'  |

| Turkmenistan | 0–2      | Philippines                        |
| ------------ | -------- | ---------------------------------- |
|              | Chi tiết | P. Younghusband 49' · Reichelt 73' |

| Afghanistan | 0–0      | Lào |
| ----------- | -------- | --- |
|             | Chi tiết |     |

### Vòng đấu loại trực tiếp
|  | Bán kết              | Bán kết     |               |   | Chung kết | Chung kết |
|  |                      |             |               |   |           |           |
|  | 27 tháng 5           |             |               |   |           |           |
|  |                      |             |               |   |           |           |
|  | Palestine            | 2           |               |   |           |           |
|  | Palestine            | 2           | 30 tháng 5    |   |           |           |
|  | Afghanistan          | 0           |               |   |           |           |
|  | Afghanistan          | 0           | Palestine     | 1 |           |           |
|  | 27 tháng 5           |             | Palestine     | 1 |           |           |
|  |                      | Philippines | 0             |   |           |           |
|  | Philippines (s.h.p.) | Philippines | 0             | 3 |           |           |
|  | Philippines (s.h.p.) |             |               | 3 |           |           |
|  | Maldives             | 2           |               |   |           |           |
|  | Maldives             | 2           | Tranh hạng ba |   |           |           |
|  |                      |             |               |   |           |           |
|  | 29 tháng 5           |             |               |   |           |           |
|  |                      |             |               |   |           |           |
|  | Afghanistan          | 1 (7)       |               |   |           |           |
|  | Afghanistan          | 1 (7)       |               |   |           |           |
|  | Maldives (pen.)      | 1 (8)       |               |   |           |           |

#### Bán kết
| Palestine               | 2–0      | Afghanistan |
| ----------------------- | -------- | ----------- |
| Nu'man 43' (ph.đ.), 47' | Chi tiết |             |

| Philippines                                          | 3–2 (s.h.p.) | Maldives                |
| ---------------------------------------------------- | ------------ | ----------------------- |
| P. Younghusband 19' · Lucena 38' · C. Greatwich 104' | Chi tiết     | Umair 36' · Abdulla 66' |

#### Tranh hạng ba
| Afghanistan                                                                             | 1–1 (s.h.p.) | Maldives                                                                          |
| --------------------------------------------------------------------------------------- | ------------ | --------------------------------------------------------------------------------- |
| Karimi 114'                                                                             | Chi tiết     | Fasir 118'                                                                        |
| Loạt sút luân lưu                                                                       |              |                                                                                   |
| Alikhil · Zazai · Hadid · Karimi · Faqiryar · Sharityar · Daudi · Sakhizada · Shayesteh | 7–8          | Ashfaq · Abdul Ghanee · Fasir · Rilwan · Qasim · Rasheed · Ali · Mohamed · Fazeel |

#### Chung kết
| Palestine  | 1–0      | Philippines |
| ---------- | -------- | ----------- |
| Nu'man 58' | Chi tiết |             |

| Vô địch AFC Challenge Cup 2014 Palestine Lần thứ nhất |

### Giải thưởng
- Vua phá lưới:  Ashraf Nu'man[2]
- Cầu thủ xuất sắc nhất:  Murad Ismail Said[2]

## Danh sách cầu thủ ghi bàn
4 bàn
- Ashraf Nu'man

3 bàn
- Ali Ashfaq

2 bàn
- Mohammad Umair
- Kyaw Ko Ko
- Abdelhamid Abuhabib
- Patrick Reichelt
- Phil Younghusband
- Didar Durdyýew

1 bàn
- Zohib Islam Amiri
- Ahmad Hatifi
- Hamidullah Karimi
- Faysal Shayesteh
- Vladimir Verevkin
- Khampheng Sayavutthi
- Assadhulla Abdulla
- Ali Fasir
- Nyein Chan Aung
- Chris Greatwich
- Jerry Lucena
- Simone Rota
- Döwlet Baýramow
- Bahtiýar Hojaahmedow
- Süleýman Muhadow

phản lưới nhà
- Vathana Keodouangdeth (trong trận gặp  Turkmenistan)

## Bảng xếp hạng giải đấu
| Thứ tự                          | Đội          | Số trận | Thắng | Hoà | Thua | Bàn thắng | Bàn thua | Hiệu số | Điểm |
| ------------------------------- | ------------ | ------- | ----- | --- | ---- | --------- | -------- | ------- | ---- |
| Lọt vào vòng đấu loại trực tiếp |              |         |       |     |      |           |          |         |      |
| 1                               | Palestine    | 5       | 4     | 1   | 0    | 6         | 0        | +6      | 13   |
| 2                               | Philippines  | 5       | 3     | 1   | 1    | 7         | 3        | +4      | 10   |
| 3                               | Maldives     | 5       | 1     | 2   | 2    | 7         | 7        | 0       | 5    |
| 4                               | Afghanistan  | 5       | 1     | 3   | 1    | 4         | 4        | 0       | 6    |
| Bị loại ở vòng bảng             |              |         |       |     |      |           |          |         |      |
| 5                               | Turkmenistan | 3       | 1     | 0   | 2    | 6         | 6        | 0       | 3    |
| 6                               | Myanmar      | 3       | 1     | 0   | 2    | 3         | 5        | −2      | 3    |
| 7                               | Kyrgyzstan   | 3       | 1     | 0   | 2    | 1         | 3        | −2      | 3    |
| 8                               | Lào          | 3       | 0     | 1   | 2    | 1         | 7        | −6      | 1    |